# Абдуразаков, Абдужаббар Абдуразакович
Абдужаббар Абдуразакович Абдуразаков (Abdujabbor Abdurazzoqov) (20.05.1932, Бекабад — 12.08.1994, Ташкент) — советский и узбекистанский физик, доктор физико-математических наук (1972), профессор (1973), член-корреспондент АН Узбекистана (1984).
Окончил Среднеазиатский государственный университет (1956).
Работал в Физико-техническом институте АН Узбекистана, Ташкентском политехническом институте, Объединенном институте ядерных исследований (ОИЯИ) в Дубне (1958—1972).
Декан физического факультета (1972—1980), декан педагогического факультета (1980—1988), заведующий кафедрой общей физики (1968—1995) Ташкентского государственного университета.
Диссертации:
- Исследование свойств нейтронодефицитных ядер изотопов диспрозия, гольмия, эрбия и иттербия с помощью бета-спектрографа : диссертация … кандидата физико-математических наук : 01.00.00. — Ташкент, 1962. — 209 с. : ил.
- Применение бета-спектрографов с постоянным однородным магнитным полем для исследования спектра конверсионных электронов : Изучение свойств нейтронодефицитных ядер изотопов Yb, Fr, Ho, Dy, La и Ba : диссертация … доктора физико-математических наук : 01.00.00. — Ташкент; Дубна, 1971. — 263 с. : ил.

Автор работ в области ядерной спектроскопии.
Доктор физико-математических наук (1972), профессор (1973), член-корреспондент АН Узбекистана (1984).
Лауреат Государственной премии Узбекской ССР имени Бируни (1978) - за цикл исследований, внесших существенный вклад в развитие фундаментальной науки. Заслуженный деятель науки Узбекской ССР (1990).
Сочинения:
- Бета-спектрографы с постоянными магнитами [Текст] / А. А. Абдуразаков, К. Я. Громов, Г. Я. Умаров ; АН УзССР. Физ.-техн. ин-т. — Ташкент : Фан, 1970. — 187 с. : ил.; 22 см.
- Исследования по физике твердого тела [Текст] / Ред. коллегия: проф. А. А. Абдуразаков [и др.]. — Ташкент : [б. и.], 1976, обл. 1977. — 90 с. : ил.; 20 см. — (Сборник научных трудов/ М-во высш. и сред. спец. образования УзССР. Ташк. гос. ун-т им. В. И. Ленина; № 525).
- Русско-узбекский словарь терминов по ядерной физике / А. А. Абдуразаков, Э. Н. Назыров. — Ташкент : Гл. ред. Узб. сов. энцикл., 1988. — 230,[1] с.; 21 см; ISBN 5-89890-010-1
- Вопросы физики и физики атмосферы [Текст] / Редколлегия: проф. А. А. Абдуразаков [и др.]. — Ташкент : [б. и.], 1974. — 145 с. : ил.; 20 см. — (Научные труды/ Ташк. гос. ун-т им. В. И. Ленина; Вып. 463).
- Ядерная физика : [Сб. статей / Редкол.: Абдуразаков А. А. (отв. ред.) и др.]. — Ташкент : ТГУ, 1980. — 118 с. : ил.; 20 см.
- Атлас спектров электронов внутренней конверсии нейтронодефицитных радиоактивных нуклидов в области А-131-172 / Ташк. гос. ун-т им. В. И. Ленина; [А. А. Абдуразаков и др.]. — Ташкент : Узбекистон, 1991. — 346 с. : ил.; 22 см; ISBN 5-648-01635-2
- Спектр конверсионных электронов диспрозиевой фракции / А. А. Абдуразаков, К. Я. Громов, Б. С. Джелепов, Г. Я. Умаров. Объединенный институт ядерных исследований. 1960, 34 с.